# سيلفيا ريفارا
سيلفيا راي ريفارا (بالإنجليزية: Sylvia Rivera)‏ مدافعة عن حقوق المثليين و المتحولين جنسيا مولودة في 2 جويلية 1951 و متوفاة في 19 فيفري 2002. و هي من أمريكية من أصول لاتينية لعبت دورا كبيرا في ثورة تحرر المثليين في الولايات المتحدة بصفة عامة وبمدينة نيويورك خاصة من خلال مشاركتها في تأسيس لرابطة الحقوقيين المدافعين عن حقوق المثليين. كما أن سيلفيا كانت تعرف نفسها كممثل بلباس إمرأة.

## روابط خارجية
- سيلفيا ريفارا على موقع IMDb (الإنجليزية)
- سيلفيا ريفارا على موقع ديسكوغز (الإنجليزية)